# Équilibre de pierres
 (janvier 2020).

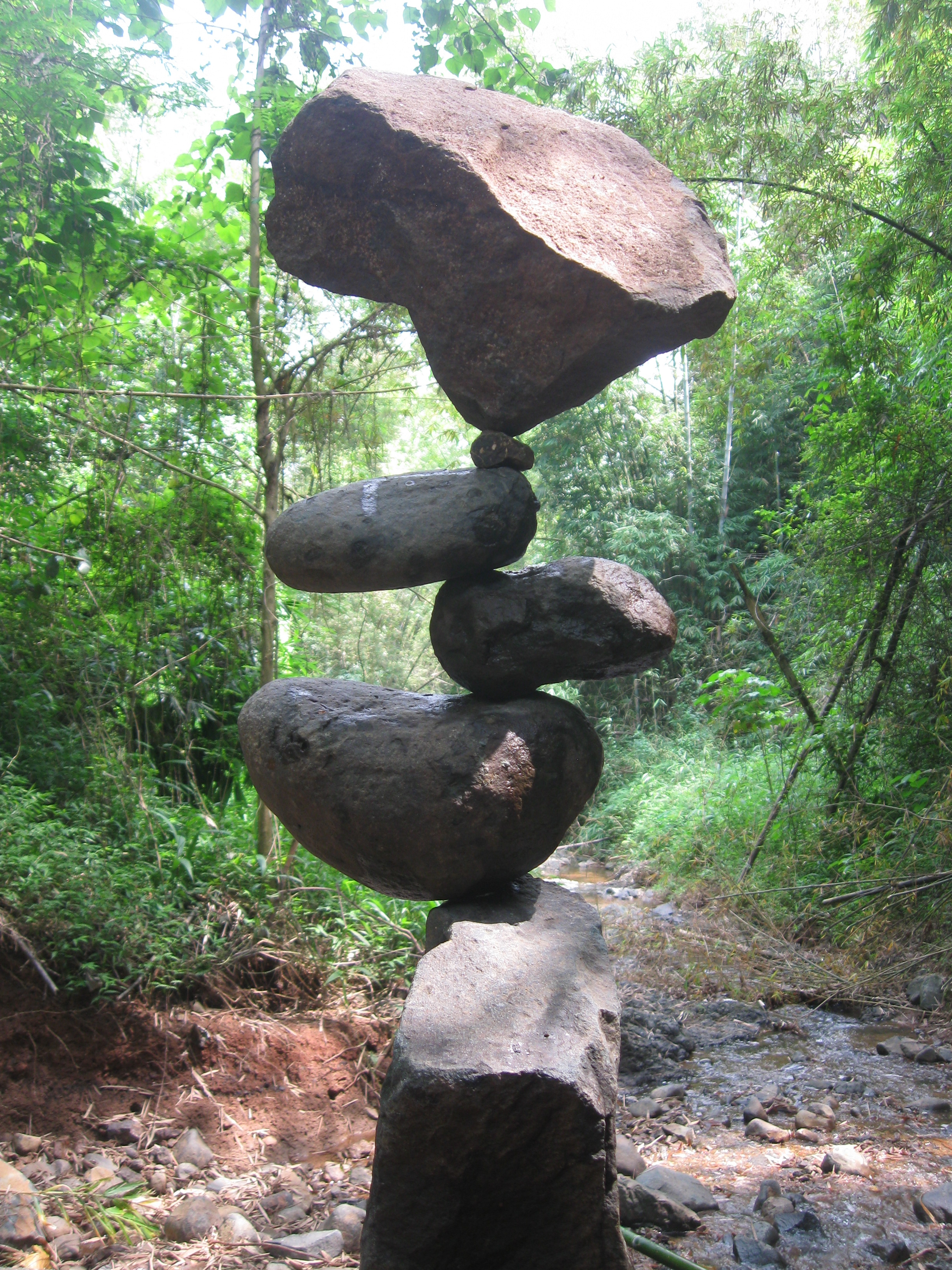
Exemple d'équilibre de pierres.

L’équilibre de pierres (en anglais rock balancing , stone balancing ou stone stacking) est l'art d'empiler ou de juxtaposer des pierres. La stabilité de l'ensemble n'étant due qu'à la réaction mécanique des pierres les unes sur les autres, l'équilibre de pierres constitue un défi à la gravité. L'emploi de colles, adhésifs ou tout objet autre qu'une pierre est prohibé. C'est une forme plus récente de la tradition ancienne de construction de cairn qui avait un but commémoratif ou anecdotique.
Il s'agit d'un loisir notamment pratiqué dans la nature, et il n'est pas rare de voir des équilibres de pierres le long des sentiers de randonnée ou des rivières. Pour certains équilibristes, la grande patience nécessaire à leur réalisation est une forme de méditation.
D'un point de vue mécanique, chaque pierre doit être soutenue par au moins trois points d'appui, de sorte à former un tripode isostatique par encastrement. La sculpture équilibriste paraît d'autant plus élancée et impressionnante que les points du tripode sont proches.
La pratique connaît également des oppositions, dans les lieux protégés et devant une proliférations des constructions, un mouvement de rejet de cette pratique se fait jour pour préserver l'environnement. Cette activité est même interdite sur certains sites comme la presqu'île de Crozon.
Un championnat du monde se tient tous les ans à Llano, au Texas. Un français, connu sous le pseudonyme de SP Ranza, remporte les championnats d'Europe de la discipline qui se sont déroulés le 22 avril 2019 à Dunbar en Écosse.